# Corby
Corby este un oraș și un district ne-metropolitan situat în Regatul Unit, în comitatul Northamptonshire, regiunea North West, Anglia.

## Orașe din cadrul districtului
- Corby